# Llangynidr
Llangynidr (wymowaⓘ) – wieś w południowo-wschodniej Walii, w hrabstwie Powys, historycznie w Brecknockshire, położona na południowym brzegu rzeki Usk, nad strumieniem Nant Cleisfer i kanałem Monmouthshire and Brecon Canal, na terenie parku narodowego Brecon Beacons. W 2011 roku liczyła 1036 mieszkańców.
Nazwa miejscowości wywodzi się od walijskich słów „kościół św. Cynidra”, a po raz pierwszy odnotowana została jako Llankgenedire w 1398 roku. Kościół parafialny pod wezwaniem tego świętego istniał tu prawdopodobnie od wczesnego średniowiecza; obecna konstrukcja kościoła pochodzi z 1928 roku.